# بانک ژن

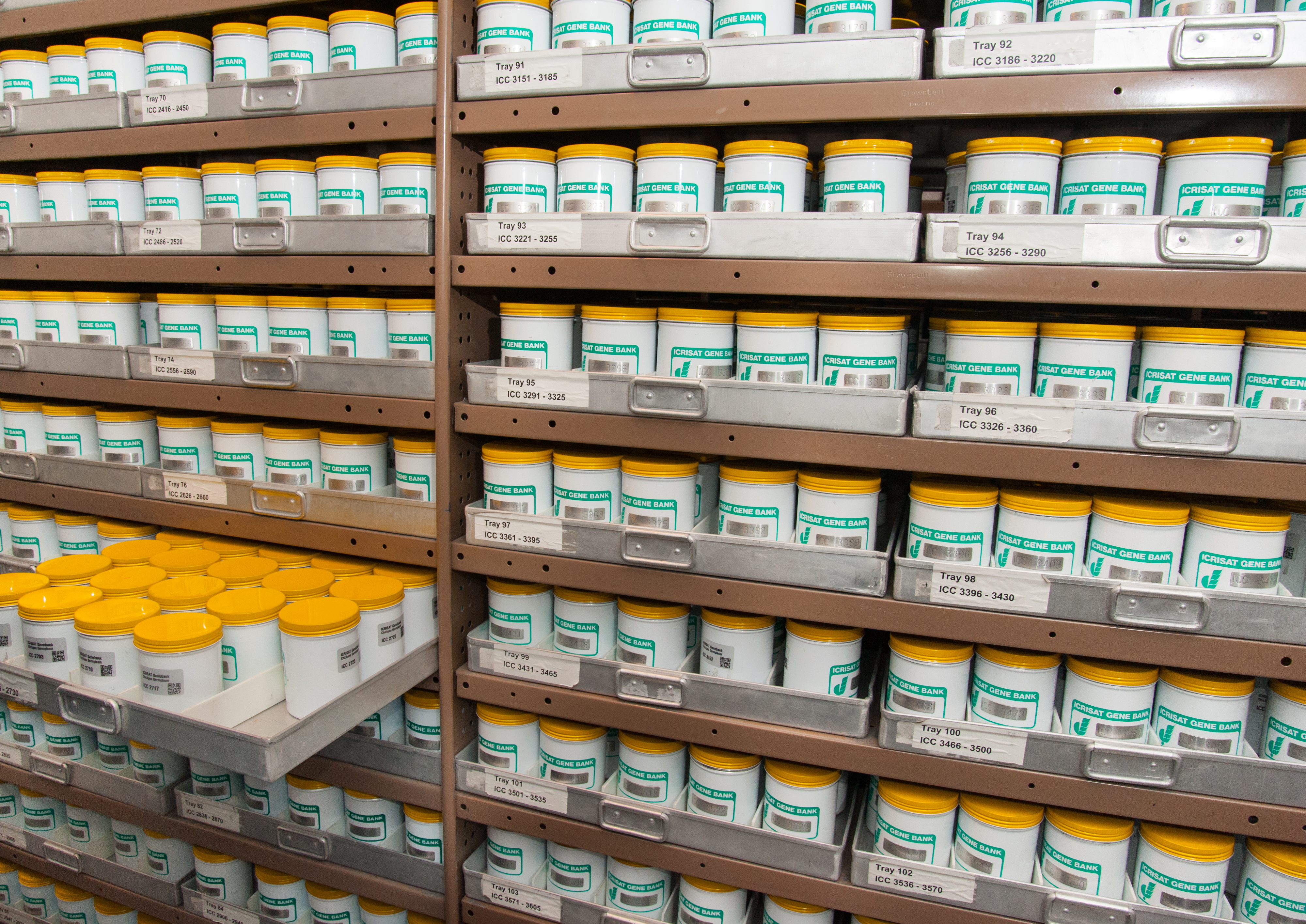
بانک ژن فعال مؤسسه تحقیقات بین‌المللی محصولات کشاورزی برای مناطق گرمسیری نیمه‌خشک در پاتانچرو، هند.

بانک‌های ژن (به انگلیسی: Gene bank)، نوعی مخزن زیستی هستند که مواد ژنتیکی نگهداری می‌کنند. برای گیاهان، این کار با ذخیره‌سازی آزمایشگاهی، انجماد قلمه‌های گیاه، یا انبار کردن بذرها (مثلاً در بانک بذر) انجام می‌شود. برای جانوران، این کار با انجماد اسپرم و تخمک در فریزرهای جانورشناسی تا زمان نیاز بعدی انجام می‌شود. با مرجان‌ها، قطعه‌های برداشته شده و تحت شرایط کنترل‌شده در مخزن آب ذخیره می‌شوند. مواد ژنتیکی در «بانک ژن» به روش‌های مختلفی مانند انجماد در دمای -۱۹۶ درجه سانتی‌گراد در نیتروژن مایع، قرار گرفتن در اکوسیستم‌های مصنوعی و قرار دادن در محیط‌های غذایی کنترل‌شده نگهداری می‌شوند.
دسترسی اصطلاح رایجی است که به یک نمونه منفرد در بانک ژن داده می‌شود، مانند یک گونه یا گونه مشخص.

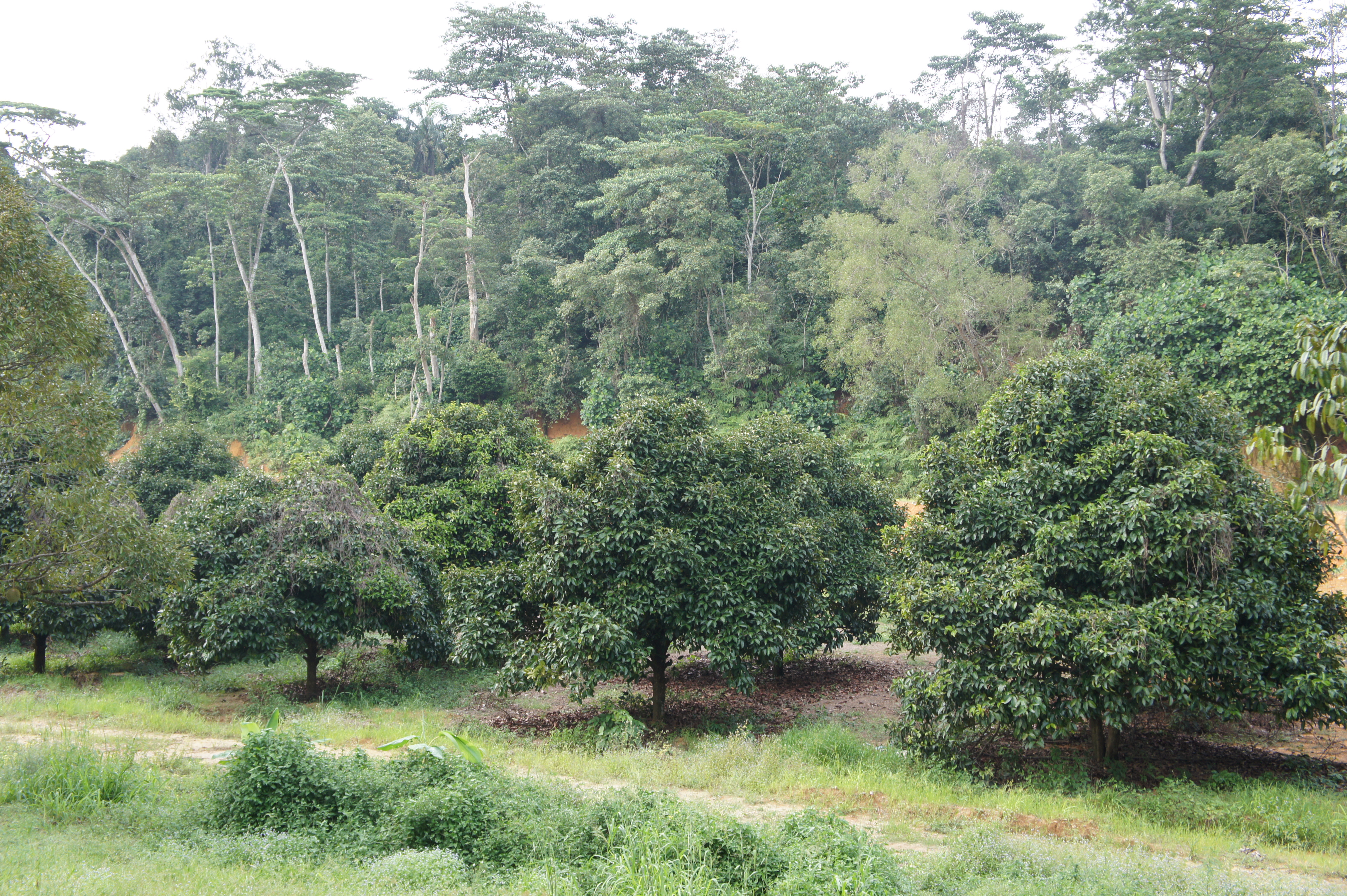
بانک ژن میدانی در مالزی